# Phreatia longimentum
Phreatia longimentum là một loài thực vật có hoa trong họ Lan. Loài này được Gilli miêu tả khoa học đầu tiên năm 1980.